# Zyrya
Zyrya (ryska: Зиря) är en ort i Azerbajdzjan.   Den ligger i distriktet Baku, i den östra delen av landet, 30 km öster om huvudstaden Baku. Antalet invånare är 10 099.
Terrängen runt Zyrya är platt. Trakten är tätbefolkad. Närmaste större samhälle är Hövsan, 17,5 km väster om Zyrya. 
Trakten runt Zyrya består i huvudsak av gräsmarker.